# Clubsolutely 12
Clubsolutely 12 – album Various wydany w 2007 roku. Składa się z dwóch płyt CD.

## Spis utworów

### 1 CD
1. „Get Up (Tribalectric Rap Mix)” (6:00)
2. „Rise Up” (7:30)
3. „Destination Calabria” (6:48)
4. „Under The Palm Tree” (6:39)
5. „Human Traffic” (7:50)
6. „Love To Love You Baby” (8:49)
7. „Staxhouse” (6:11)
8. „I Fail” (6:02)
9. „Frozen Flame” (6:31)

### 2 CD
1. „Waiting 4" (7:30)
2. „Let’s Dance” (6:27)
3. „Break 4 Love” (9:16)
4. „The Storm” (6:49)
5. „Shining Star (Pornocult Vocal Mix)” (7:33)
6. „Whistling Drive” (6:30)
7. „Hold Me Till The End” (6:51)
8. „Air Conditionné” (7:39)
9. „Falscher Fehler” (7:11)
10. „From The Mountain” (5:51)